# سوزان فيليبس
سوزان فيليبس (بالإنجليزية: Susan Phillips )‏ هي مهندسة معمارية أسترالية. في عام 2014، حصلت على ميدالية رئيس السيد جيمس إيروين من المعهد الأسترالي للمهندسين المعماريين (SA).

## خلفيتها
تدربت فيليبس في جامعة أديلايد بين عامي 1976 و 1980. بعد التخرج عملت في كل من ليستر، فيرث و مورتون وهاسل، حيث أجرت أول مسح واسع لشارع «لاي» في وسط أديلايد.
بين عامي 1981 و 1984 عملت في مبنى البرلمان الجديد في كانبيرا، في مكاتب رومالدو جيورجولا، التي كان لها دورا مؤثرا.

## ممارستها

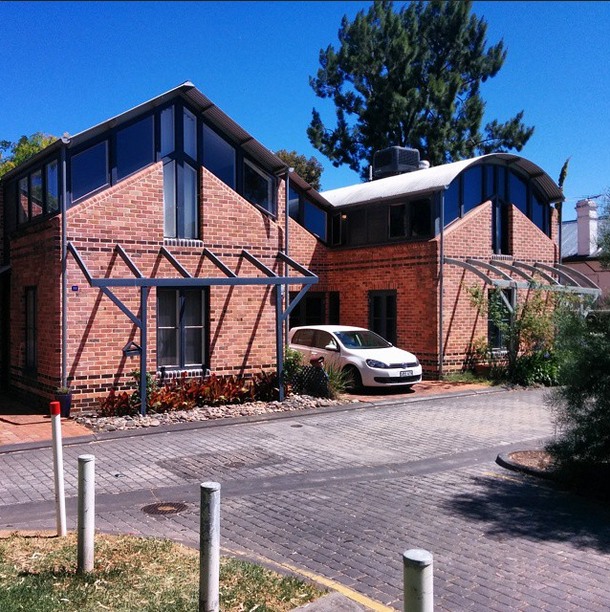
PPA kensington townhouses 1990

أسست فيليبس «مهندسة معمارية» فيليبس / بيلكنجتون في عام 1992 مع مايكل بيلكنجتون، وحددت موقع مكتبهم في منزلها الخاص، وهو مبنى كنسينغتون تاون هاوس الذي تم الانتهاء منه مؤخرًا.
استمرت الممارسة في العمل على المشاريع العامة والتعليمية. تتركز هذه الممارسة حاليًا في مكاتب ديكسون وبلاتين السابقة المدرجة في التراث المحلي في شمال أديلايد
ومن بين المشاريع الهامة التي تم إنجازها، تم تنفيذ المشروع في مركز بورت بري الإقليمي للسياحة والفنون (أول لجنة رئيسية للمكتب)، ومجلس ميلدارا ومجلس التعليم (2007)، ومركز الفنون الأدائية في جامعة سامير 2007 . تضمنت المشاركات الرئيسية التي شملت هذه الممارسة مركز ماريون الثقافي المعترف به على نطاق واسع (2001)، مع بنية إيه آر إم ومعهد النباتات في جامعة أديلايد، عام 2009 مع مهندسين معماريين H2o ومبنى جيفري سمارت مع جون واردل المعماريين (2014).

## روابط خارجية
- Phillips Pilkington Architects